# St. Laurentius (Stederdorf)

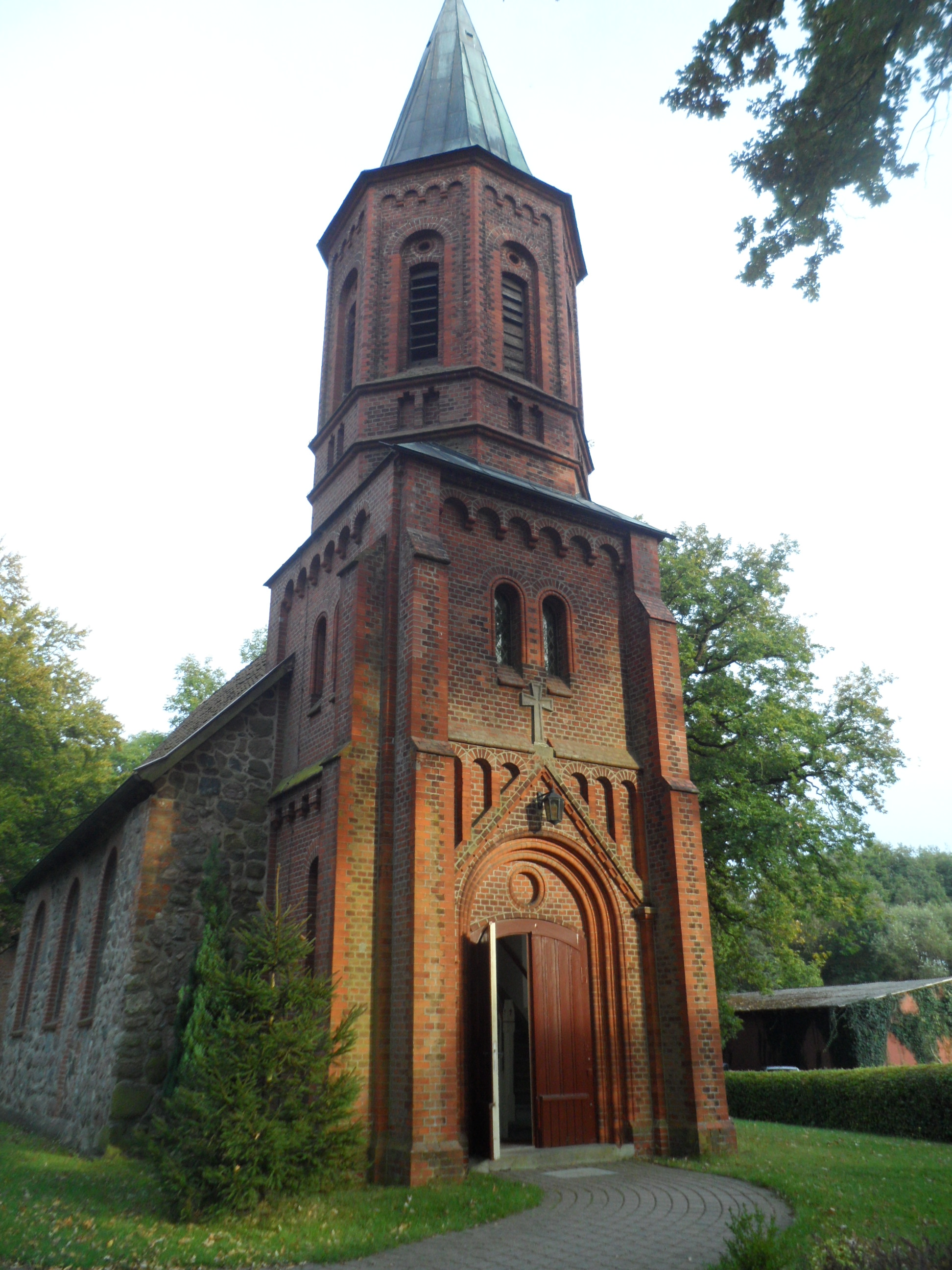
St. Laurentius in Stederdorf

Die St.-Laurentius-Kirche in Stederdorf ist eine Feldsteinkirche. Sie wurde nach dem heiligen Laurentius von Rom benannt. Die Erbauer der Kirche waren die Herren von Bollensen. Sie gehört zur Evangelisch-lutherischen Kirchengemeinde Nettelkamp im Kirchenkreis Uelzen der Evangelisch-lutherischen Landeskirche Hannovers.

## Kirche

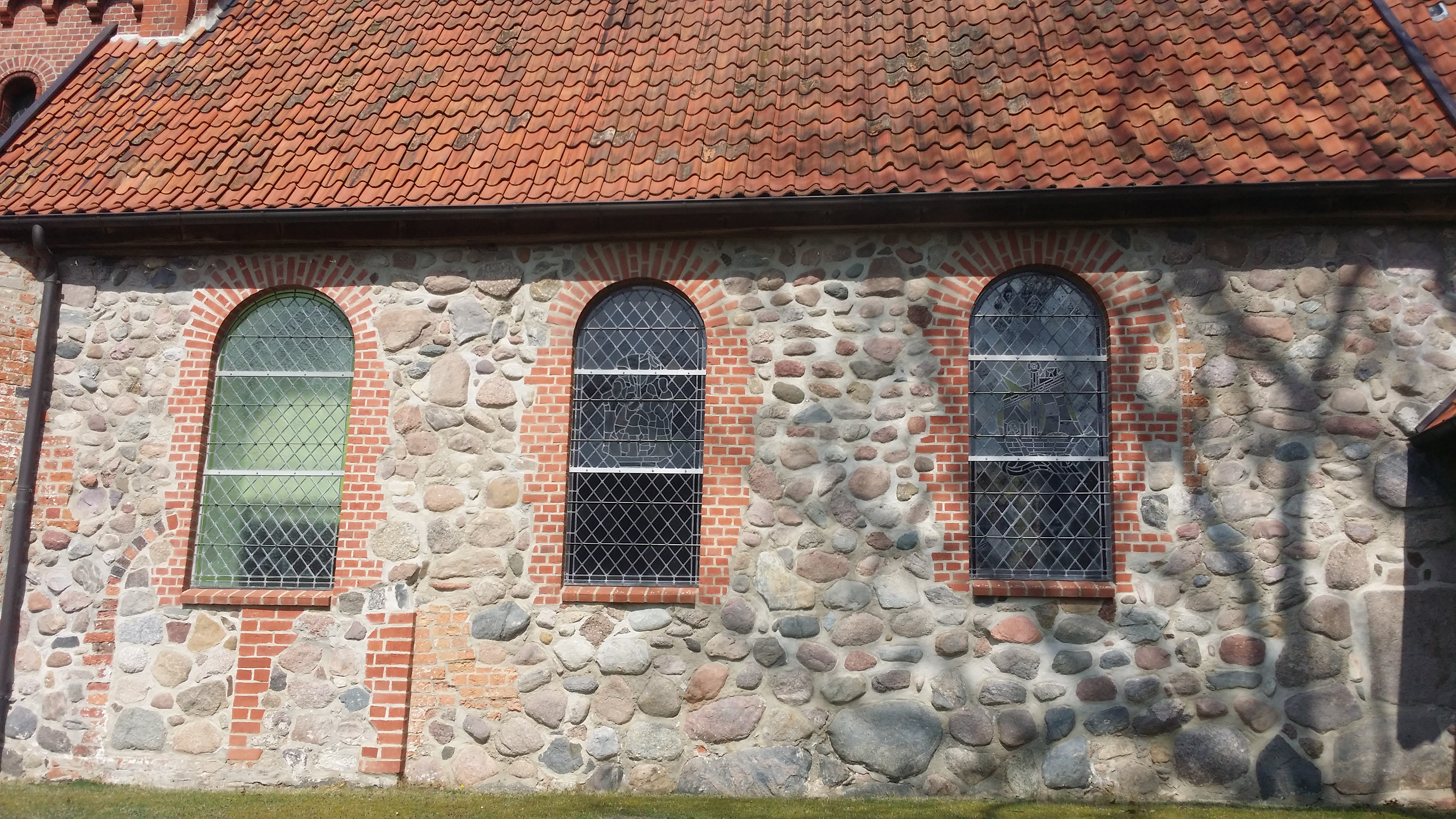
Kirchenschiff

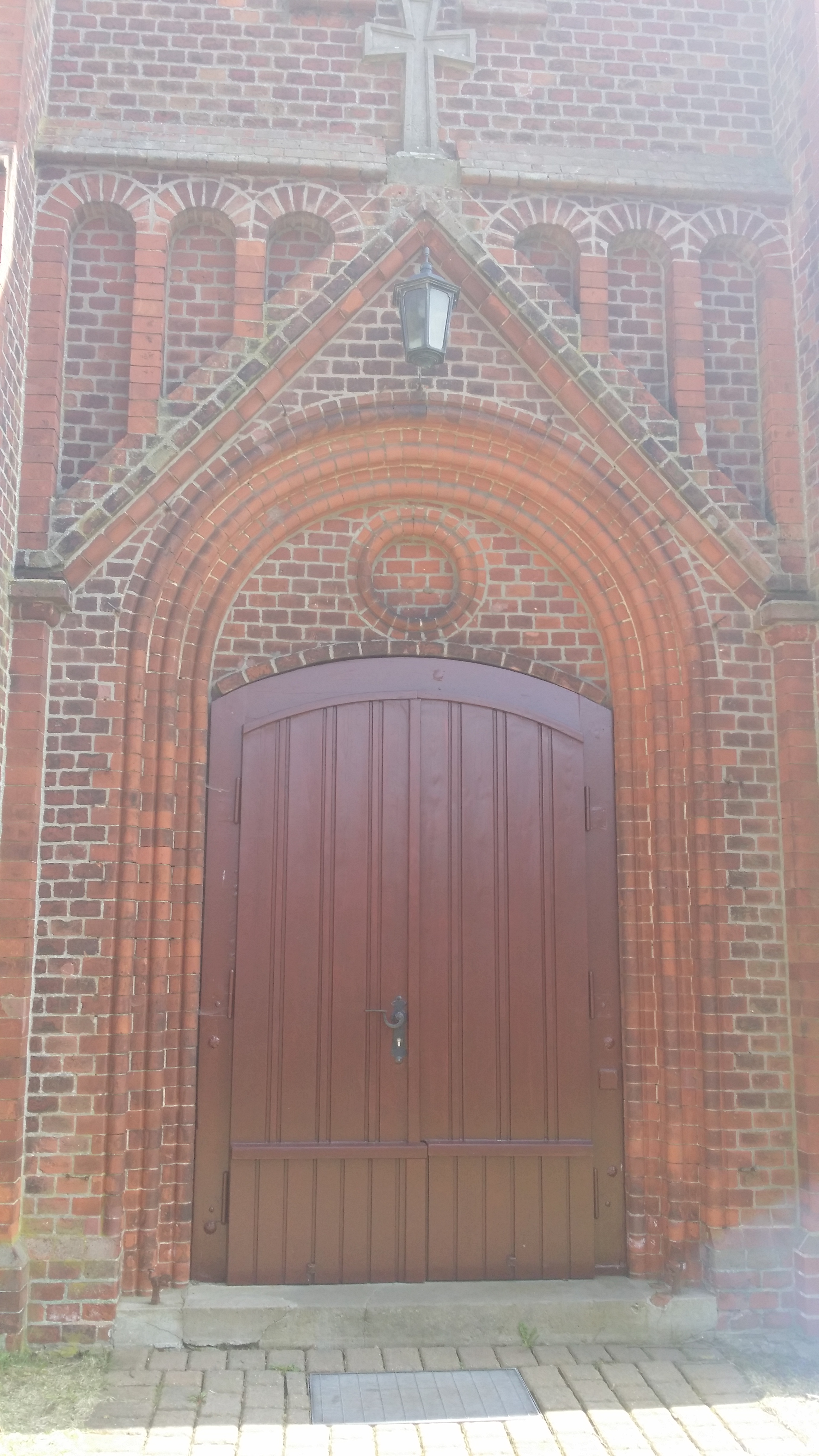
Kirchentür

Die Kirche besteht aus einem einschiffigen romanischen Feldsteinbau mit einem eingezogenen Chorrechteck und halbrunder Apsis. 220 Menschen können in ihr Platz nehmen.
Der wahrscheinlich älteste Teil der Kirche ist der im romanischen Stil erbaute Chorraum am östlichen Ende. Er ist schätzungsweise etwa 1000 bis 1100 Jahre alt. Einen Hinweis hierauf gibt die Tür, die aus der Kirche in die Sakristei führt.

## Innenausstattung
Der Taufstein der St.-Laurentius-Kirche ist aus Sandstein gefertigt und laut Inschrift eine Stiftung des Priesters Hermann von Abbensen aus dem Jahr 1364. Die aus Messing angefertigte Taufschale stammt aus dem Jahr 1644 und trägt den Stifternamen Versmann und Ellerndorf. Die dazu passende Taufkanne ist eine neuere Stiftung mit dem Namen Elise Modrach.

### Glocken
Das Geläut der St.-Laurentius-Kirche besteht aus vier Glocken. Die größte Glocke ist gleichzeitig auch die älteste und trägt den Namen des heiligen Laurentius. Die Friedensglocke ist die zweitgrößte und jüngste Glocke der Kirche. Sie wurde von der Familie Landgrebe gestiftet. Die Pommernglocke, die dritte Glocke des Geläuts, wurde ursprünglich für die Kirche in Zirchow, Kreis Stolp (Pommern), gegossen. Sie entging der Vernichtung durch Einschmelzen und wurde nach dem Zweiten Weltkrieg als Leihgabe der Kirche St. Laurentius überlassen. Die kleinste Glocke wurde von Bauer Janecke gestiftet und ertönt nicht nur im Chor der anderen Glocken, sondern einzeln auch bei Taufen.
| Nr. | Gussjahr | Gießer, Gussort                         | Durchmesser (mm) | Masse (kg) | Nominal (HT-1/16) |
| --- | -------- | --------------------------------------- | ---------------- | ---------- | ----------------- |
| 1   | 1520     | unbezeichnet                            | 951              | 550        | gis1+5            |
| 2   | 1963     | Friedrich Wilhelm Schilling, Heidelberg | 480              | 80         | g2+5              |
| 3   | 1654     | unbezeichnet                            | 470              | 60         | a2+3              |
| 4   | 1839     | unbezeichnet                            | 367              | 35         | c3-2              |

### Altar
Der Altar der Kirche wurde 1651 von Meister Christoph Hempel aus Nettelkamp errichtet und 1665 von Malermeister Johannes Oelpken aus Uelzen bemalt. Er zeigt Bilder aus der Heilsgeschichte des Alten Testaments und des Neuen Testaments.

### Kanzel
Die Kanzel im Stil des Barock stammt aus dem Jahr 1650. Sie wurde ebenfalls von Christoph Hempel angefertigt. Auf ihr sind die vier Evangelisten in vier verschiedenen Bildern dargestellt.

### Kruzifix
Das Kruzifix der Kirche ist einer der wertvollsten Gegenstände der Kirche. Es ist vermutlich schon 550 Jahre alt. Es ist kunstvoll in Holz gearbeitet und hängt als Triumphkreuz vor dem Chorraum von der Decke.

### Leuchter
Die Kirche besitzt einen elektrisch betriebenen siebenarmigen Leuchter, der bei Christusfesten brennt. Zusätzlich existiert ein Osterleuchter, dessen Kerze zu Ostern und an den folgenden Sonntagen sowie bei Taufen angezündet wird.

### Orgel
Die erste Orgel wurde 1894 erbaut und von Ernst Borchers gestiftet. Sie wurde 1972 durch eine neue Orgel von Emil Hammer Orgelbau in Hannover ersetzt.

## Turm
Der alte ursprüngliche Holzturm wurde 1894 durch einen neuen Kirchturm ersetzt, der 1970 ein neues Kreuz erhielt. 1980 wurde der Kirchturm renoviert. Über der Tür im Turm war eine Tafel aus Marmor angebracht. Diese Marmortafel trug die Inschrift: „Herr, ich habe lieb die Stätte deines Hauses und den Ort, da dein Ehre wohnt.“ (Ps 26,8 ) Sie ist nicht erhalten. An ihrem Platz hängt nun eine Laterne.

## Kirchenfenster
Die St. Laurentius-Kirche Stederdorf verfügt über vier künstlerisch gestaltete Kirchenfenster.

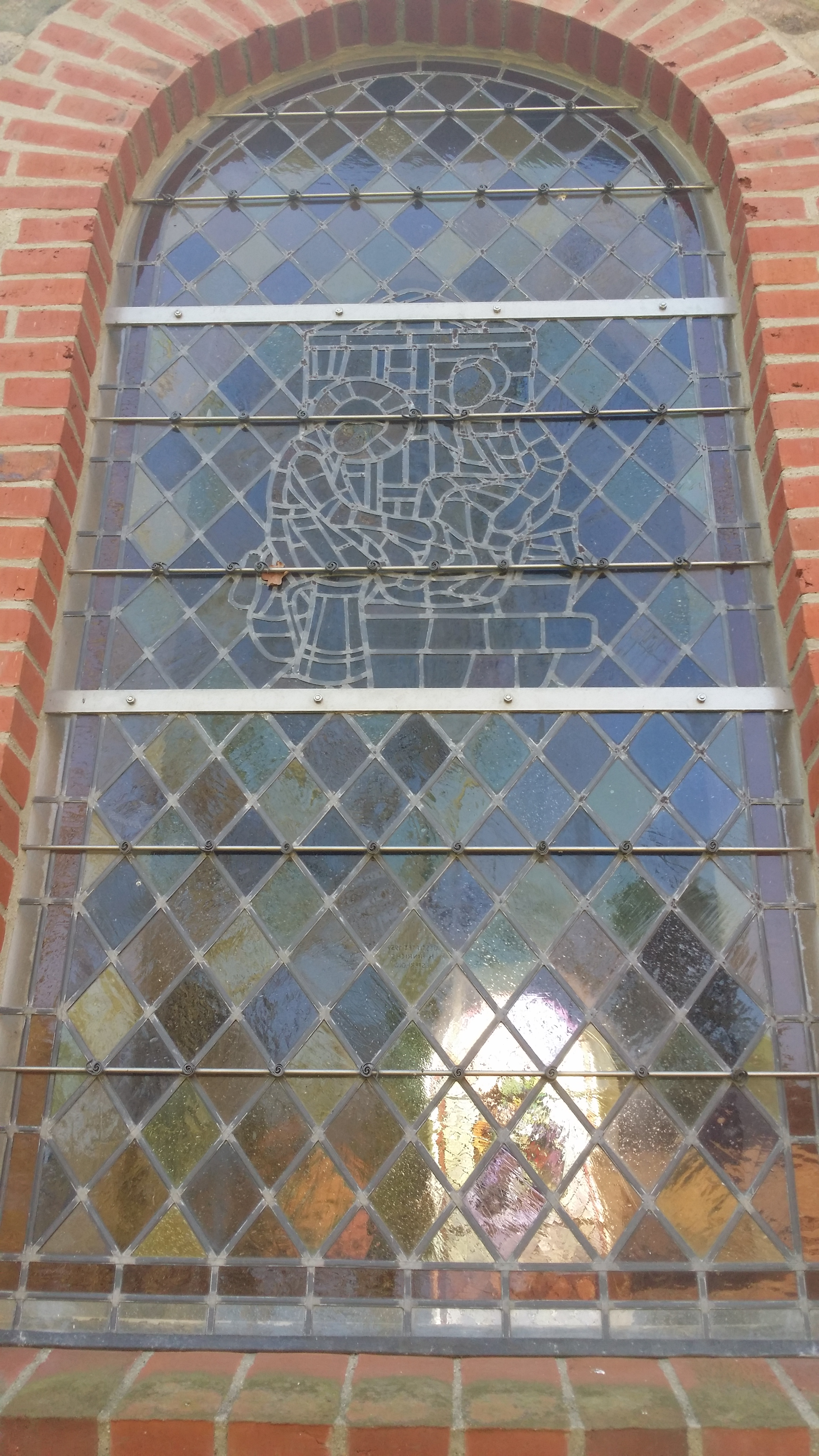
Jesu wäscht seinen Jüngern die Füße
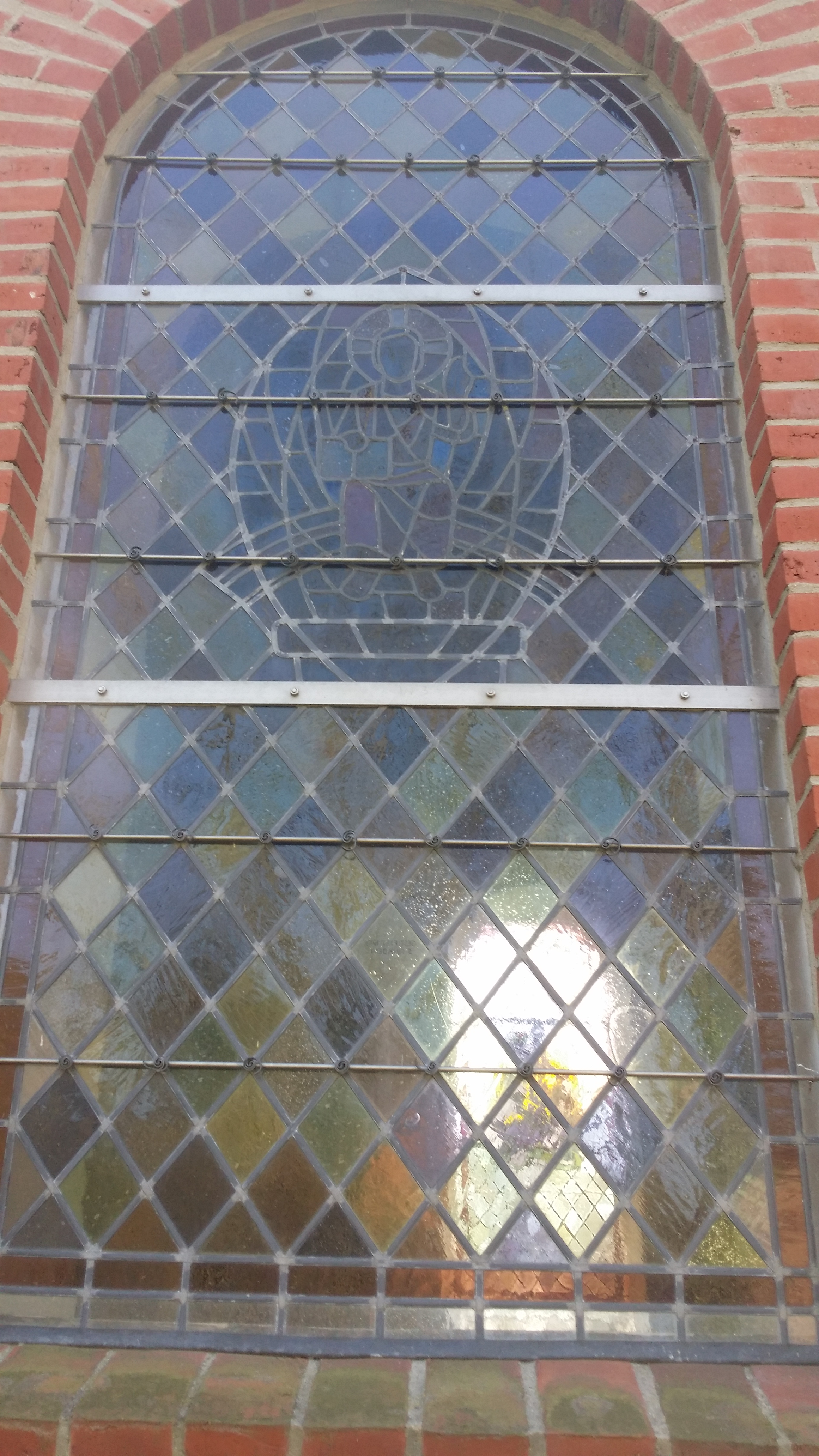
Segnender Jesu
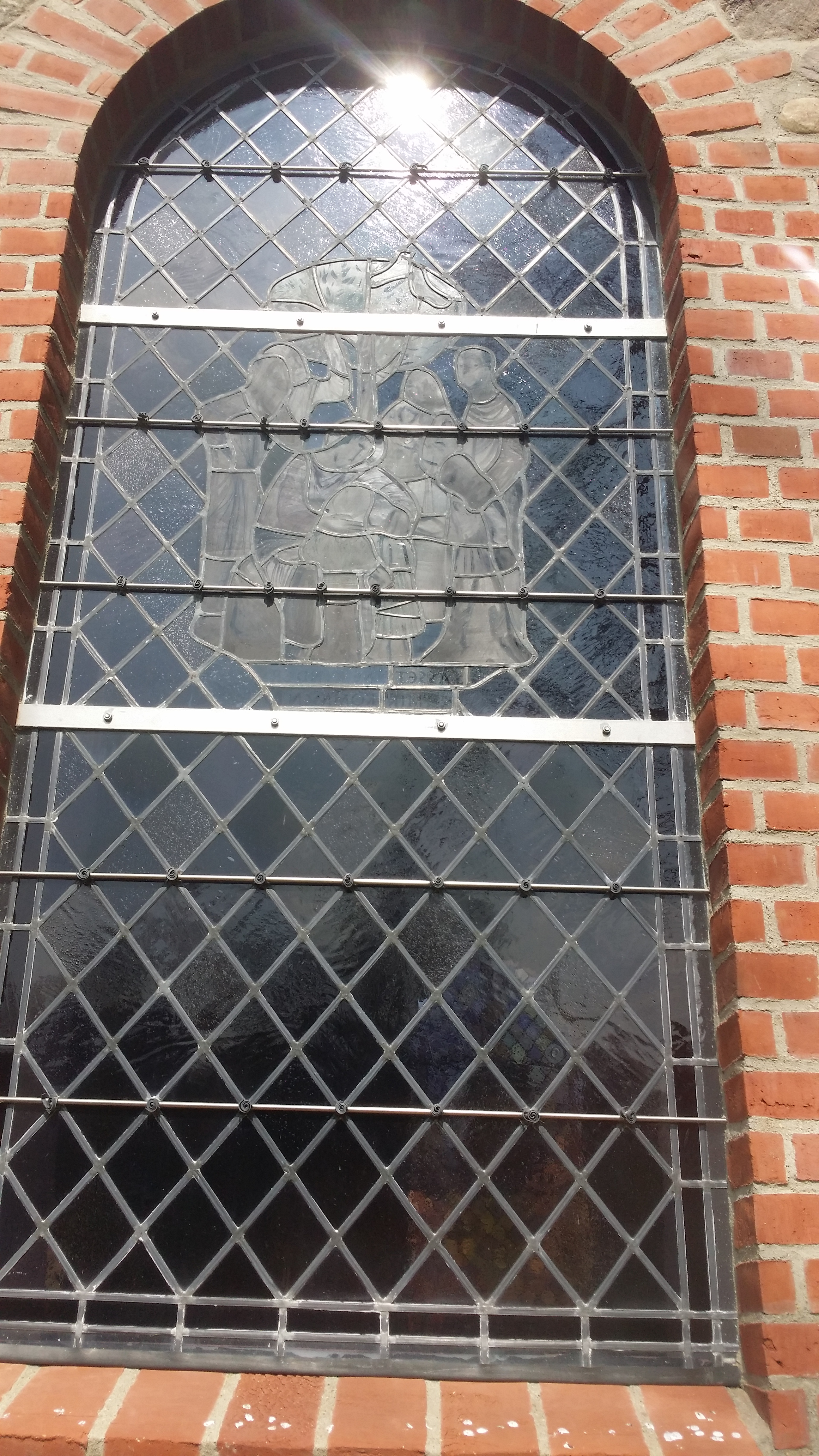
Lasset die Kinder zu mir kommen
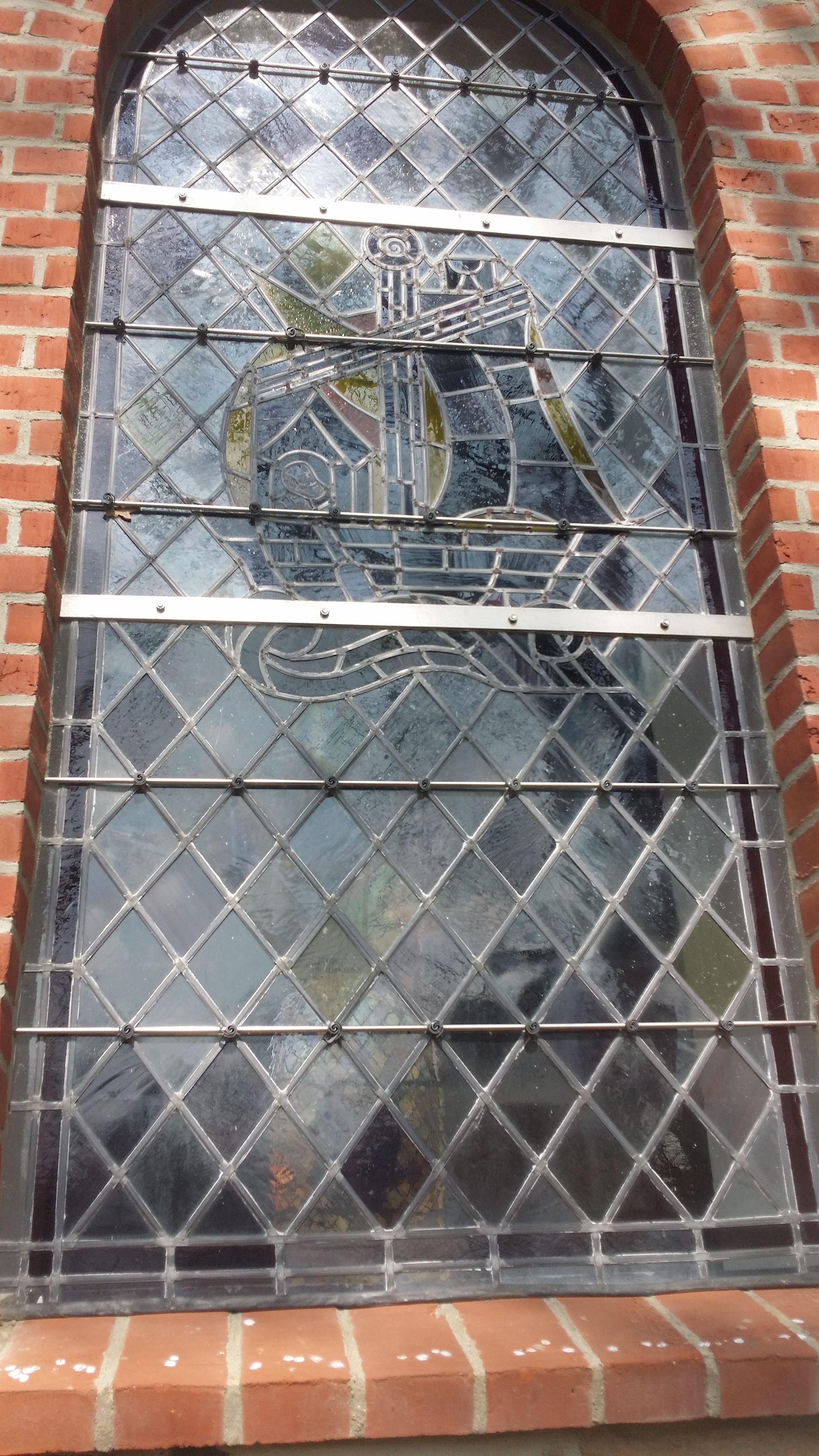
Jesus beruhigt die See

Das erste Kirchenfenster auf der linken Seite der Kirche wurde 1959 von H. Hinrichs aus Esterholz gestiftet. Es zeigt die Fußwaschung aus dem neuen Testament. In dieser Szene erniedrigt Jesu sich selbst und wäscht seinen Jüngern die Füße.
Das zweite Kirchenfenster auf der linken Seite der Kirche wurde von S. Finkbein gestiftet, ebenfalls 1959.
Das Bild stellt Jesu auf einem Thron dar. In einer Hand hält er die Bibel, die andere hält er segnend hoch.
Das erste Kirchenfenster auf der rechten Seite der Kirche wurde am 22. Oktober 1984 von der Familie Ravens gestiftet. Es trägt den Schriftzug „Lasset die Kinder zu mir kommen“ und zeigt Jesus, der Kinder segnet, während viele Menschen erstaunt zusehen.
Das zweite Kirchenfenster auf der rechten Seite der Kirche wurde 1951 von der Glasmalerei Hannover gefertigt. O. Brenneisen stiftete das Fenster, in dem ein im Sturm gefangenes Schiff dargestellt ist. Das Kirchenfenster zeigt vermutlich, wie Jesus den Sturm bändigt, in dem er und seine Jünger gefangen sind.

## Lage
Die St.-Laurentius-Kirche liegt an einem Nebenarm der Hauptstraße Stederdorfs, der Stederaustraße. Die Nebenstraße ist eine Sackgasse und trägt den Namen „Am Alten Pfarrhaus 1“. Hinter der Kirche fließt die Stederau, ein kleiner Abschnitt der Ilmenau.

## Kirchengelände

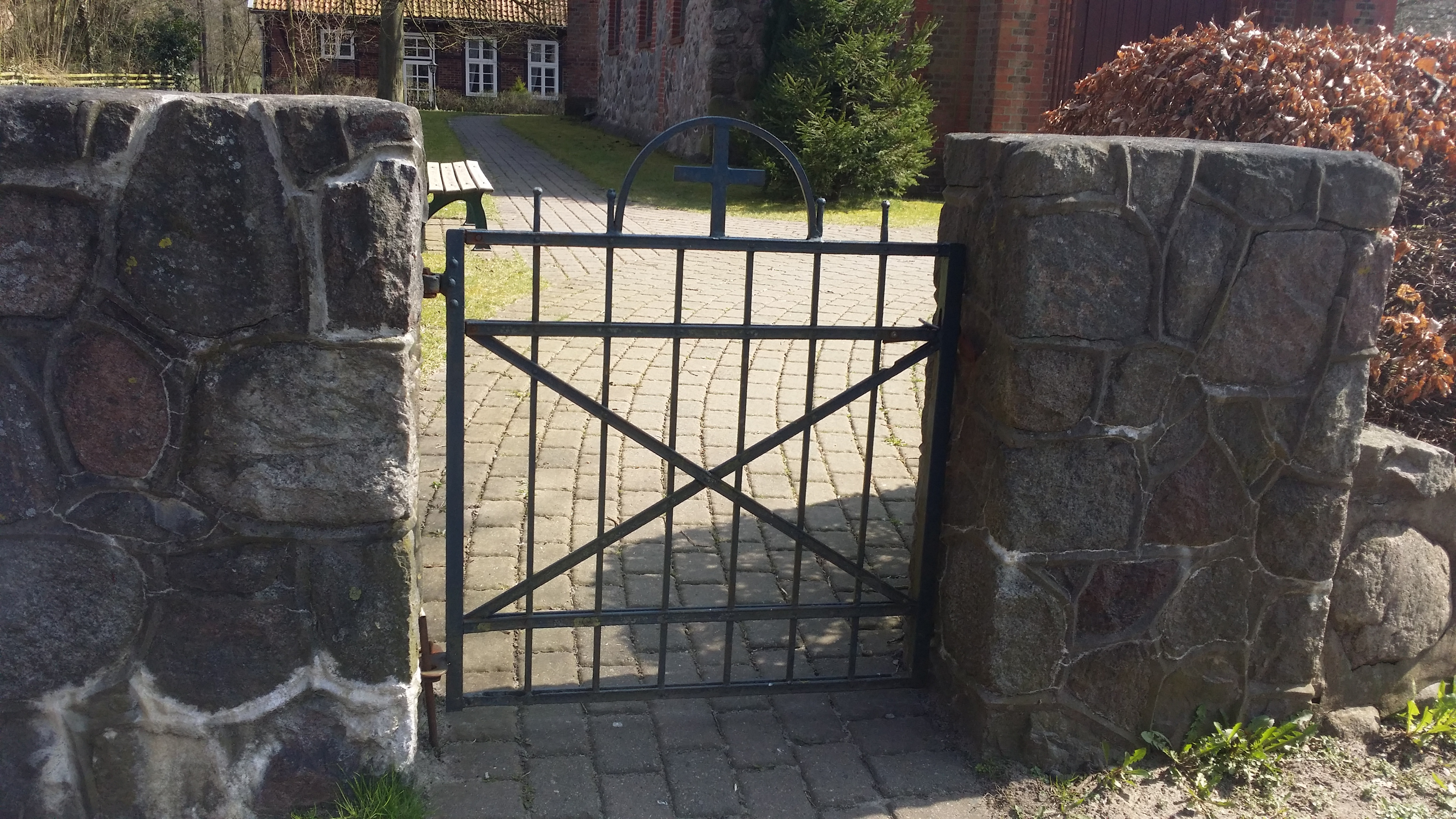
Kirchentor

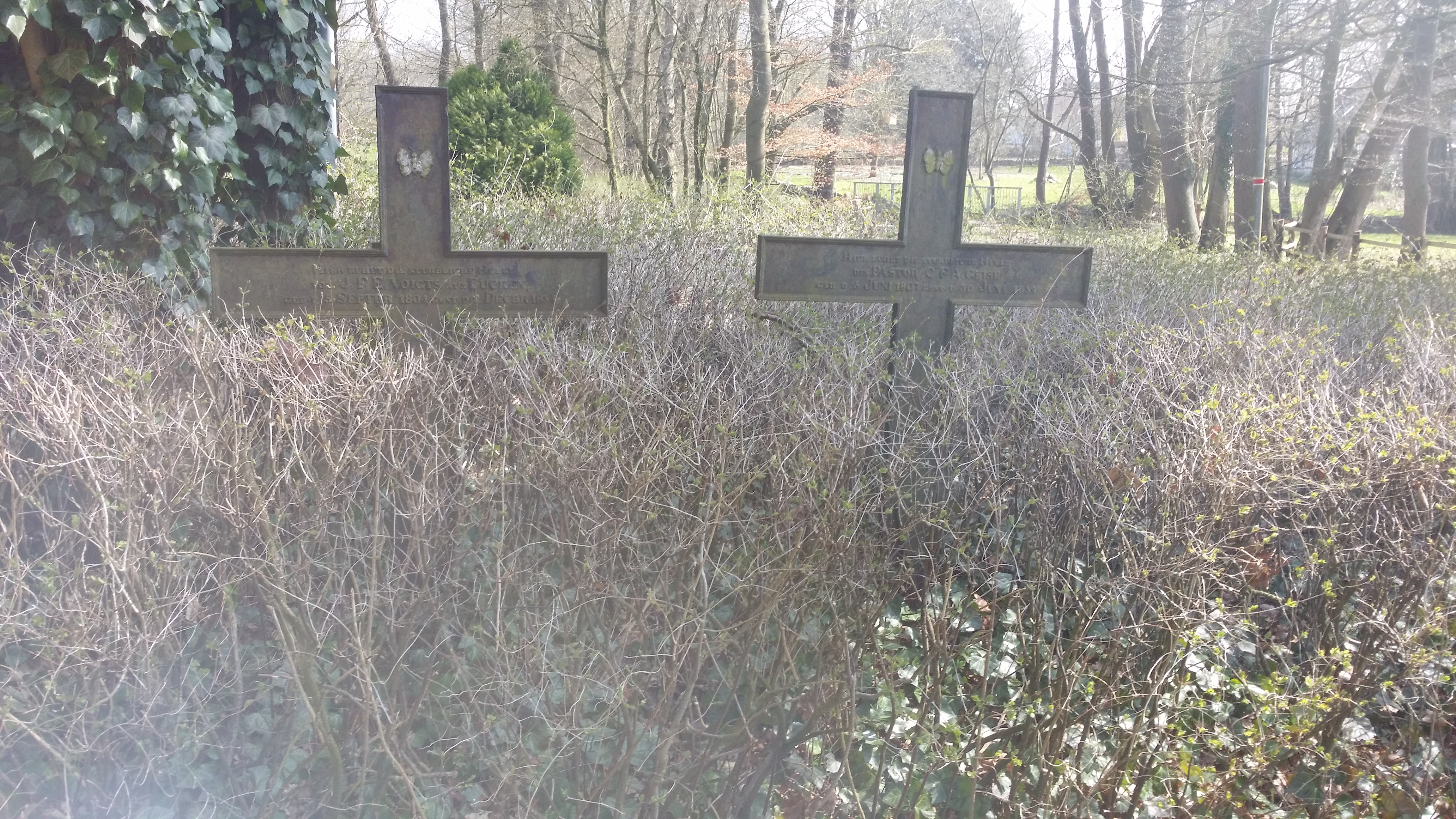
Grabstätten

Das Kirchengelände mit den Grabstätten der alten Pastoren, einigen Bäumen, einer Laterne und einer kleinen Sitzbank ist von einer Hecke umzäunt. Durch ein kleines Kirchentor ist es zugänglich.

## Gemeindezentrum

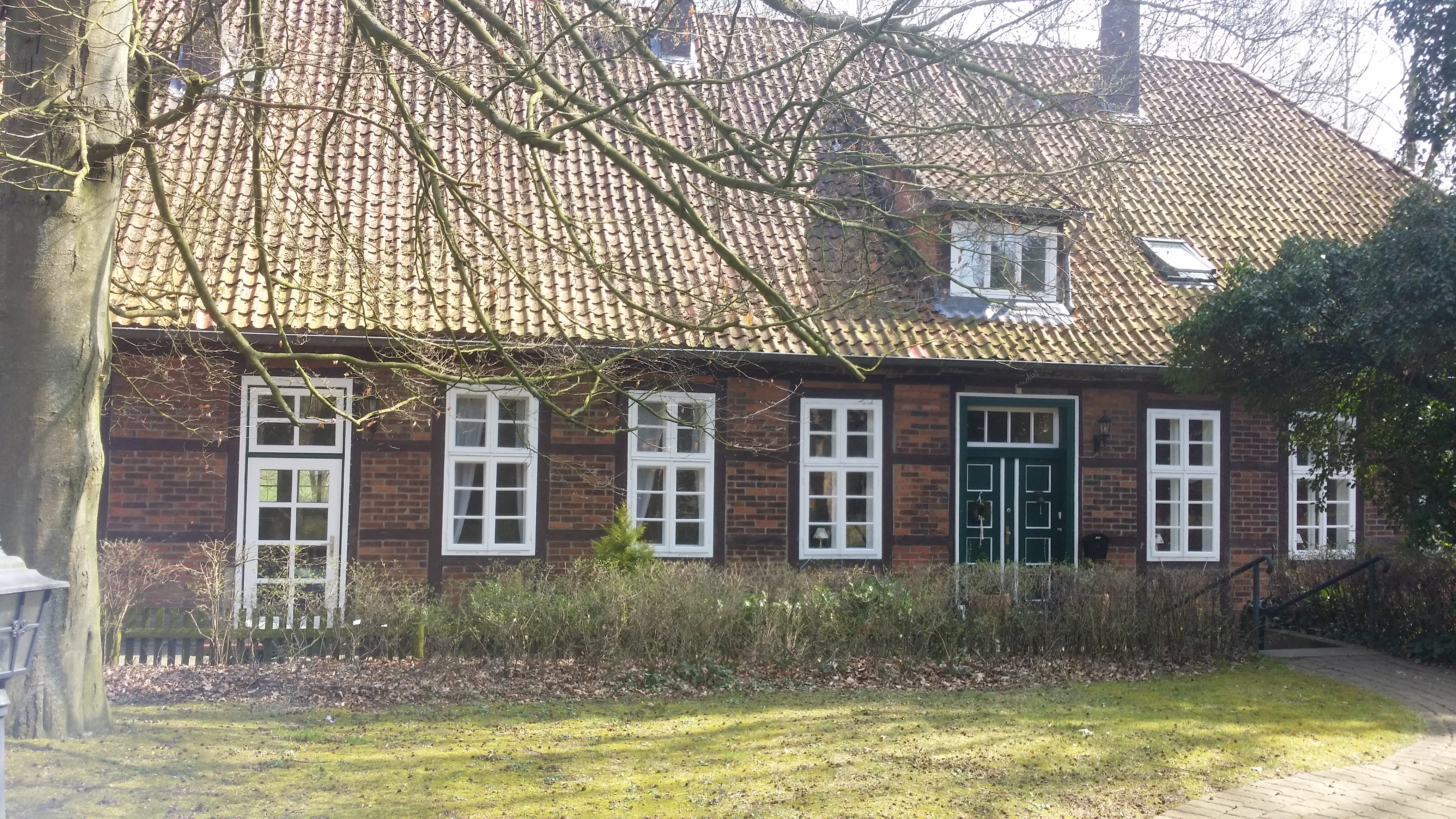
Gemeindehaus

Das Gemeindezentrum in Stederdorf schließt direkt an das Kirchengelände an. Hinter der Kirche führt ein Weg von der Sakristei zum Gemeindezentrum.